# El Wahatt
El Wahatt es una comuna o municipio del departamento de Tidjikja, en la región de Tagant, en Mauritania. En marzo de 2013 presentaba una población censada de 4106 habitantes.
Se encuentra ubicada en el centro-sur del país, sobre el desierto del Sahara, al este de la capital nacional, Nuakchot.